# Tiream (gmina)
Tiream – gmina w Rumunii, w okręgu Satu Mare. Obejmuje miejscowości Portița, Tiream i Vezendiu. W 2011 roku liczyła 2226 mieszkańców.